# エリック・ヴェルバ
エリック・ヴェルバ（Erik Werba、1918年5月23日 - 1992年4月9日）は、オーストリア出身のピアノ奏者。ニーダーエーステライヒ州バーデン・バイ・ウィーンの生まれ。同州ヒンターブリュールにて死去。

## 生涯
父親はグラーツ生まれの作曲家・音楽監督のルートヴィヒ・ヴェルバ(Ludwig Werba, 1884-1945)。1896年結成のオーストリア・ハンガリー音楽家連盟(Österreichisch-ungarischer Musikerverband)の副会長を務めた。第二次世界大戦末期の1945年4月2日、連合軍の空襲によりバーデン・バイ・ウィーンの自宅(Brenekgasse 2)で命を落とした。
エリック・ヴェルバは1936年、バーデンのギムナジウムを修了（高卒に相当）。ウィーン音楽院でヨゼフ・マルクス、エゴン・ヴェレシュやエーリヒ・シェンクらの薫陶を受け、1940年にウィーン大学で博士号を取得した。続いて、音楽評論家として活動し、戦後、ウィーン・モーツァルトゲマインデ協会を結成し、会長として率いた。その後は、音楽通信員や中等学校教師を務めるかたわら、伴奏ピアニストとして歌曲の伴奏を中心に活動し、イルムガルト・ゼーフリート、クリスタ・ルートヴィヒ、ワルター・ベリー、キム・ボルグ、ペーター・シュライアー、ニコライ・ゲッダなど当世一流の歌手たちの信頼を得て国際的な名声を獲得した。
1940年、「計画外役人」（教師）の職に就き、オーストリア併合後のナチス政権下でポジティブなキャリアを歩んだが、やがて、ある原稿に偽名で署名していたとされてゲシュタポとナチスから深刻な懸念を抱かれ、政治的な不信感を持たれることとなった。
1945年から1946年まで、バーデン市立劇場のカペルマイスター。1949年から1990年まで、母校のウィーン音楽院で歌曲・オラトリオの教授として教鞭をとり、1964年から1971年までグラーツ音楽院（1963年創立）でも教鞭をとった。弟子にアーヴィン・ゲージ等がいる。ザルツブルク、ゲント、ストックホルム、東京、ヘルシンキで歌曲伴奏を教えた。1952年から『オーストリア音楽雑誌』(Österreichische Musikzeitschrift)の編集者として批評活動も行っている。ウィーン・モーツァルトゲマインデ協会の広報誌『ウィーン・フィガロ』の編集者、雑誌『音楽教育』の編集者を務めた。作曲家として劇場音楽、室内楽、歌曲の作曲を手がけた。
没後、ウィーン近傍の自治体、マリア・エンツァースドルフの墓地に埋葬された。

## 作曲
- 1936年：高音声域とピアノのため歌曲「私は…」("Ich bin...", für hohe Stimme und Klavier)
- 1936年：高音声域とピアノのため歌曲「頭をもたげなさい」("Neige dein Köpfchen", für hohe Stimme und Klavier)
- 1936年：高音声域とピアノのため歌曲「私は暗い森の前に座っていた」("Ich saß vor dunklem Walde", für hohe Stimme und Klavier)

## 著作
- 1949年：（共著）『リヒャルト・シュトラウス85歳の誕生日を記念して』[Roland Tenschert, —: Richard Strauss zum 85. Geburtstag. Gerlach, Wien 1949, OBV.] （ドイツ語）
- 1951年：（編著・楽譜）『ユリウス・パツァークのレパートリーのテノールアルバム』[— (Hrsg.): Tenor-Album aus dem Repertoire von Julius Patzak. (Musikdruck). Doblinger, Wien 1951, OBV.] （ドイツ語）
- 1953年：（楽譜）『モーツァルトのバリトン・バス・アルバム．17のアリア、歌曲、オペラのモノローグ』[Wolfgang Amadeus Mozart, — (Hrsg.): Bariton-Baß-Album. 17 Arien, Lieder und Monologe aus Opernwerken. (Musikdruck). Doblinger, Wien 1953, OBV.] （ドイツ語）
- 1962年：『ヨーゼフ・マルクス研究』[Josef Marx, eine Studie. Österreichischer Bundesverlag, Wien 1962, OBV.] （ドイツ語）
- 1971年：（共著）『フーゴー・ヴォルフ、または、怒ったロマン主義者』[—, Wolfgang Kraus (Hrsg.): Hugo Wolf oder Der zornige Romantiker. Molden, Wien (u. a.) 1971, OBV.] （ドイツ語）
- 1972年：『エーリッヒ・マルクル』[Erich Marckhl. Lafite, Wien 1972, OBV.] （ドイツ語）
- 1984年：『フーゴー・ヴォルフとその歌曲』[Hugo Wolf und seine Lieder. Österreichischer Bundesverlag, Wien 1984, OBV.] （ドイツ語）

## 顕彰

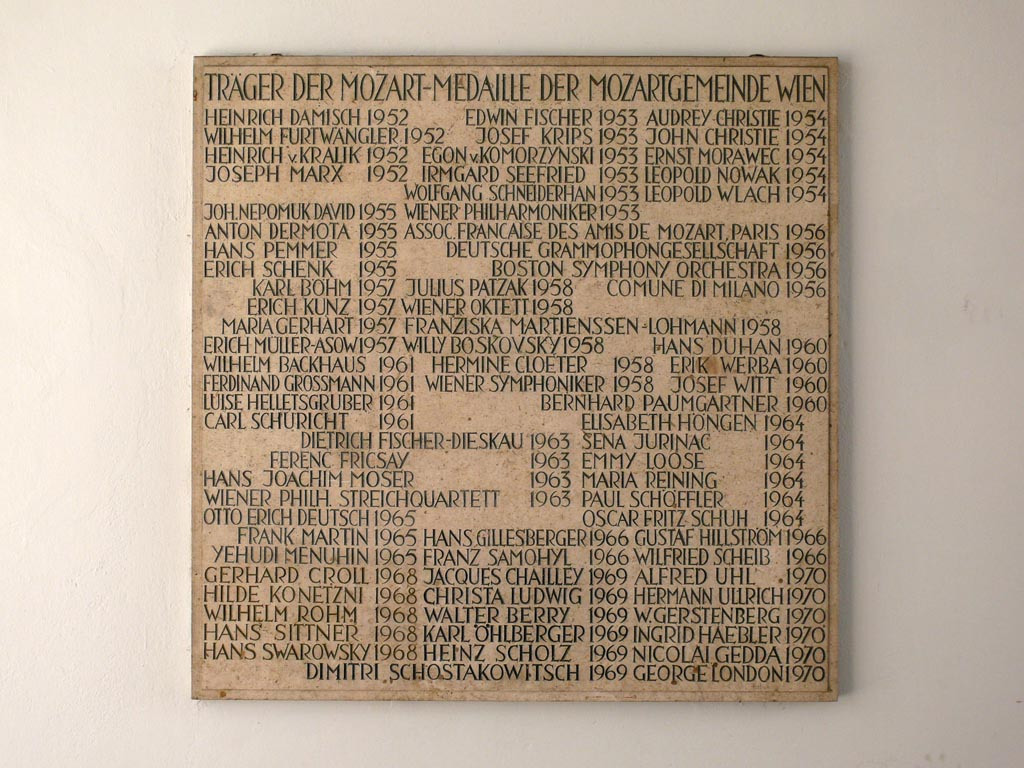
ウィーン・モーツァルトゲマインデ協会の記念プレート

- 1960年：ウィーン・モーツァルトゲマインデ協会のモーツァルト・メダル[11]